# Give the People What They Want (album van The Kinks)
Give the People What They Want is een album van de Britse rockband The Kinks uit 1981.

## Tracks
- "Around the Dial"
- "Give the People What They Want" #
- "Killer's Eyes"
- "Predictable"
- "Add It Up"
- "Destroyer" +
- "Yo-Yo"
- "Back to Front"
- "Art Lover"
- "A Little Bit of Abuse"
- "Better Things"

Opnamen: 1979 (+), 1980 (#), alle overige april t/m juni 1981.
Mick Avory · Dave Davies · Ray Davies

John Dalton · Gordon Edwards · Ian Gibbons · John Gosling · Bob Henrit · Andy Pyle · Pete Quaife · Jim Rodford